# Matthew Wilson (cyclisme)
Pour les articles homonymes, voir Matthew Wilson et Wilson.
Matthew Wilson est un coureur cycliste australien né le 1er octobre 1977 à Melbourne. Il est actuellement directeur sportif de l'équipe Mitchelton-Scott.

## Biographie
Matthew Wilson commence sa carrière professionnelle en 2001 dans l'équipe américaine Mercury. Il est vainqueur d'étape du Tour de l'Avenir et troisième du Championnat d'Australie sur route. En 2002, il est recruté par l'équipe La Française des jeux. Il gagne une étape du Tour de l'Avenir 2002 et le championnat d'Australie sur route en 2004. Il dispute le Tour de France 2004 et le Tour d'Italie en 2004 et 2005. En 2006, il rejoint Unibet.com puis en 2008 Type 1. En 2010, il est engagé par l'équipe américaine Garmin-Transitions. Il court avec elle le Tour d'Espagne 2010 et le Tour d'Italie 2011. En 2012, il effectue sa dernière saison en tant que coureur au sein de la nouvelle équipe australienne Orica-GreenEDGE. Il en devient l'un des directeurs sportifs.

## Palmarès et classements mondiaux

### Palmarès
- 2001
  - 2e étape du Tour de Liège
  - 4e étape du Tour de l'Avenir
  - 3e du championnat d'Australie sur route
- 2002
  - 3e étape du Tour de l'Avenir
  - 10e étape du Herald Sun Tour
- 2004
  -  Champion d'Australie sur route
- 2007
  - Herald Sun Tour :
    - Classement général
    - 1re étape
- 2008
  - 2e étape des Geelong Bay Classic Series
  - 6e étape du Tour de Beauce
  - 2e étape de la Cascade Classic
- 2009
  - 7e du Tour Down Under

### Résultats sur les grands tours

#### Tour de France
2 participations
- 2003 : hors délais (11e étape)
- 2004 : 144e

#### Tour d'Italie
3 participations
- 2004 : 132e
- 2005 : 146e
- 2011 : abandon (17e étape)

#### Tour d'Espagne
1 participation
- 2010 : 143e

### Classements mondiaux
| Année            | 2006 | 2007 | 2008 | 2009 | 2010 | 2011 | 2012 |
| ---------------- | ---- | ---- | ---- | ---- | ---- | ---- | ---- |
| UCI World Tour   |      |      |      |      |      | 223e | nc   |
| UCI America Tour |      |      | 194e |      |      |      |      |
| UCI Asia Tour    |      |      | 213e |      |      |      |      |
| UCI Europe Tour  |      |      | 525e |      |      |      |      |
| UCI Oceania Tour | 70e  |      | 29e  | 22e  |      |      |      |